# 파리 생제르맹 FC
이강인 생제르맹 풋볼 클뢰브(프랑스어: Paris Saint-Germain Football Club), 약칭으로 파리 생제르맹(프랑스어: Paris Saint-Germain)이나 더 줄여서 파리 SG(프랑스어: Paris SG) 혹은 pig(프랑스어: PSG 뻬에스제[*])는 프랑스의 수도 파리를 연고로 하는 프로 축구 클럽이다. 이 구단은 1970년 8월 12일, 파리 FC와 스타드 생제르맹의 통합으로 창단 되었다. 파리 생제르맹은 1974년을 기점으로 리그 1에 소속되어 있다. 빨강과 파랑 (Les Rouge-et-Bleu)은 리그 1을 91회 우승하였고, 리그 2를 1회 우승하였으며, 쿠프 드 프랑스를 14회, 쿠프 드 라 리그를 9회, 트로페 데 샹피옹을 11회, 그리고 유럽 대항전인 UEFA 컵위너스컵과 UEFA 인터토토컵을 각각 1회씩 우승하였다. 리그 2 우승을 포함해 48개의 우승 타이틀을 보유한 파리 생제르맹은 프랑스에서 가장 성공적인 클럽이며 올랭피크 드 마르세유와 더불어 주요 유럽 대항전에서 우승 타이틀을 획득한 유일한 프랑스 클럽이다.
파르크 데 프랭스는 1974년을 기점으로 파리 생제르맹의 홈 구장이었다. 캉 데 로그는 1970년을 기점으로 파리 생제르맹의 훈련 시설로 사용되었다. 투르누아 드 파리는 1975년을 기점으로 파르크 드 프랭스에서 수도 연고의 이 클럽에 의해 주최 되고 있다. 파리지앵(Les Parisiens)의 로고와 셔츠는 주로 다니엘 에쉬테르에 의해 디자인 된다. 로고에는 에펠탑의 기둥 사이에 훈련장이 위치한 생-제르맹-앙-레의 엠블럼과 플뢰르-드-리스가 새겨져 있다. 전통적인 유니폼은 짙은 청색으로 백색 테두리의 적색 세로줄로 되어 있다.
펫 숍 보이스의 〈고 웨스트〉를 개사한 〈알레 파리 생제르맹〉(Allez Paris Saint-Germain) 이 파리 생제르맹의 공식 응원가이다. 팬의 의견에 의해 〈고 웨스트〉의 가사로부터 개사 되었다. 살쾡이 제르맹이 클럽의 공식 마스코트이다. 파리 생제르맹은 올랭피크 드 마르세유와 격렬한 라이벌 관계에 있으며, 둘 간의 경기는 르 클라시크라고 불리는데 이 경기는 프랑스에서 가장 유명한 경기이다. 파리 생제르맹은 라이벌 구단 마르세유에 이어 프랑스에서 두 번째로 인기 있는 구단이다. '여기는 파리'(Ici c'est Paris)는 구단이 가장 자주 사용하는 슬로건 중 하나다. 카타르 스포츠 인베스트먼츠(당시는 카타르 투자청 인수로 대부분 보도됨)가 2011년 5월 31일 70%의 지분을 인수하면서 구단의 최대 주주가 되었다는 뉴스에 관한 공식 기자회견이 열렸고, 2012년 3월에는 단독 주주가 되었다는 발표가 있었다. 카타르 스포츠 인베스트먼츠 인수 이후, 파리 생제르맹은 프랑스에서 가장 부유한 구단이 되었고, 세계에서도 손꼽히는 부자 구단이 되었다.

## 역사
파리 생제르맹은 1970년 8월 12일, 파리 FC와 스타드 생제르맹의 합병으로 창단 되었다. 부유한 기업들과 손을 잡은 파리 생제르맹은 초창기에 놀라운 속도로 발전하였다. 빨강과 파랑 (Les Rouge-et-Bleu) 은 리그 2를 창단 원년에 우승하여 리그 1로 승격되었다. 클럽 발전은 1972년 파리 FC가 1부 리그에 남아 PSG가 디비시옹 3으로 강등되면서 억제되었다. 파리 생제르맹은 1974년에 리그 1로 돌아왔는데, 아이러니하게도 파리 FC가 같은 해에 강등되었다. 이 수도 연고의 구단은 같은 해에 파르크 데 프랭스에 둥지를 텄다. 클럽 역사상 최초로 획득한 우승 트로피는 1982년 쿠르 드 프랑스였다. 도메네크 로셰토의 PSG 일행은 결승전에서 미셸 플라티니의 AS 생테티엔을 승부차기 끝에 꺾었다. 2-2로 연장전까지 마친 뒤, 승부차기에서 5-5로 동률인 상황에 장-마르크 필로제는 파리 생제르맹의 마지막 킥을 성공시켜 구단에 첫 우승 트로피를 선사하였다. 파리지앵 (Les Parisiens) 은 다음 시즌에 디비시옹 1을 우승한 FC 낭트를 결승전에서 꺾으며 쿠프 드 프랑스 타이틀을 방어하는데 성공하였다. 이후 파리 생제르맹은 26경기 무패 행진에 힘입어 1985-86 시즌에 처음으로 리그 우승을 하였다. 제라르 울리에 감독은 로셰토, 사페트 수시치, 그리고 루이스 페르난데스의 도움으로 리그 정상에 올랐다.
파리 생제르맹은 1990년이 되어야 프랑스 축구의 거함으로 부상하였다. 이 수도 연고의 구단은 방송 재벌 카날+가 인수하면서 '황금기'에 돌입하였다. 아르투르 조르즈 감독은 1993년 쿠프 드 프랑스를 우승한 이후 두 번째 리그 우승을 이끌었다. 리그 1 1993-94를 우승하는 과정에서 27경기 동안 패하지 않으며 무패 행진 신기록을 기록하였고, 하이, 조지 웨아, 다비드 지놀라, 바우두 필류로 구성된 '드림팀'을 구축하였으며, 그 다음 해에 컵 트레블을 달성하였다: 이 시즌에 첫 쿠프 드 라 리그를 우승하였고, 쿠프 드 프랑스를 우승하고 몇 주 후에 트로페 데 샹피옹을 우승하였다. 1992-93 시즌에 UEFA컵, 1993-94 시즌에 UEFA 컵위너스컵의 준결승까지 진출하며 선전한 파리 생제르맹은 유럽 대항전 우승이 다음 목표였다. 파리 생제르맹은 1996년과 1997년에 두 번 연속으로 UEFA 컵위너스컵 결승전에 진출하였다. 전 파리 생제르맹의 선수였던 루이스 페르난데스 감독의 지도 하에, 파리 생제르맹은 전자의 결승전에서 SK 라피트 빈을 상대로 브루노 은고티가 놀라운 프리킥을 득점하여 빨강과 파랑 (Les Rouge-et-Bleu)의 7번째 우승 트로피를 획득하였으나, 후자의 결승전에서는 히카르두가 벤치에 앉은 채 호나우두의 FC 바르셀로나에 패하였다. 이 두 번의 결승 막 간에, 유벤투스 FC와의 1996년 UEFA 슈퍼컵에서 합계 2-9로 패함으로써 유벤투스가 파리 생제르맹에게는 매우 강력한 상대임을 증명하였다. 1997-98 시즌에는 또다시 쿠프 드 라 리그 - 쿠프 드 프랑스 더블을 달성하였고, 당시 주장 하이는 PSG에서의 마지막 시즌을 화려하게 장식하였으며, 하이가 떠난 이후에는 트로페 데 샹피옹을 우승하며 두 번째 컵 트레블을 달성하였다.
1998년은 파리 생제르맹의 황금기에 종말을 고하였다. 컵 대회의 성공은 지속되지 못하였고, 2000년대는 파리 생제르맹의 암흑기였다. 이 기간 동안 3개의 트로피가 추가되었는데 이는 UEFA 인터토토컵 2001, 쿠프 드 프랑스 2003-04, 그리고 쿠프 드 프랑스 2005-06이었고, 세 번째 트로피의 경우 원수지간인 올랭피크 드 마르세유와의 결승전에서 승리하며 회자되고 있으며, 이 기간에 마르코 시모네, 제이제이 오코차, 니콜라 아넬카, 호나우지뉴, 그리고 파울레타가 활약하였다. 그러나 파리지앵 (Les Parisiens)은 리그 하위권으로 추락하였고, 카날+는 2006년에 연이어 실망스러운 성적을 거두자 콜로니 캐피털에 매각하였다. 파리 생제르맹은 2008년에 쿠프 드 라 리그를 우승하였으나, 리그를 16위로 마감하면서 강등을 간신히 면하였다. 이후 클럽은 2009년에 리그 우승을 목표로 짧은 기간 동안 부흥을 꾀하였으나, 리그를 6위로 마감하였다. 파리 생제르맹은 이듬해 8번째 쿠프 드 프랑스를 우승하였다. 그러나

### 리그 1 독주체체 (2011–현재)
파리 생제르맹은 카타르 스포츠 인베스트먼츠 (당시는 카타르 투자청 인수로 대부분 보도됨)가 인수한 2011년부터 리그 1의 절대강자가 되었다. 카를로 안첼로티의 연말 취임 이후, 파리 생제르맹은 거액의 이적료를 사용하여 2013년에 리그 1 우승을 달성하였다.
즐라탄 이브라히모비치는 2011-2012 시즌 리그 1에서 30골을 득점하여 파리 생제르맹의 19년 묵은 갈증을 해소 시키는 우승에 일조하였다.

## 문양
첫 파리 생제르맹의 문양 (혹은 파리 FC 로고) 은 1970년에 제작되었으며, 이후 2년 간 사용되었다. 로고에는 파리의 강력한 두 상징물인 공과 선박이 새겨져 있었다. 파리 FC와 파리 생제르맹 FC로 분리되면서 디비시옹 3에서 다시 시작한 파리 생제르맹은 1972년에 에펠탑 로고로 알려진 역사적인 문양을 제작하였다. 이 로고는 짙은 청색 바탕과 에펠 탑의 적색 실루엣, 기둥 사이의 프랑스 국왕 루이 14세의 요람과 백색 플뢰르-드-리스로 구성되어 있었다. 에펠 탑의 적색과 파리의 짙은 청색은 파리를 상징하는 2가지 색상으로 1798년 프랑스 혁명의 두 요주 인물인 라 파예트와 장 실뱅 바이로부터 영감을 얻었다. 백색은 생제르맹-앙-레의 문장으로부터 도입되었고, 왕실의 상징 색상으로도 사용되었다. 요람과 플뢰르-드-리스는 루이 14세가 1638년에 생제르맹-앙-레에서 출생하였음을 나타낸다. 파리 생제르맹의 색상은 파리와 생제르맹-앙-레의 역사적 연계를 나타낸다.
로베르 비코 전 PSG 감독과 다니엘 에쉬테르 패션 디자이너는 발로가 루이 14세의 출생지를 탑 아래에 위치 시키는 제안을 하기 전에 에펠 탑을 문양에 도입하였다. 파리 생제르맹의 전 대주주였던 카날+는 1994년에 처음으로 역사적인 문양을 변경하려고 하였다. 새 문양은 구단 약자인 'PSG'와 그 하부에 '파리 생제르맹'으로 새겨져 있었다. 문양의 변경은 서포터의 분노를 샀고, 1995년에 역사적인 문양으로 복고하였다. 역사적인 문양은 2013년에 나세르 알-켈라이피 PSG 회장의 승인에 의해 현대적인 디자인으로 리메이크 되었다. PSG 주주인 카타르 스포츠 인베스트먼츠 (QSi)는 국제적으로 유명한 대도시 파리의 브랜드를 이용하기 위해 새 문양의 상단부에는 크고 굵은 글씨로 'PARIS'라고 새겼다. 그 외에도 루이 14세의 출생지를 뜻하는 요람이 문양에서 빠졌고, 본래 자리인 에펠 탑 밑에는 플뢰르-드-리스만 남았다. 또한, 창단 연도인 1970년이라고 쓰였던 하단부에는 'Saint-Germain'이라고 새겨져 있다.

## 유니폼
1970년, 파리 생제르맹은 클럽의 색상에 맞추어 적색 상의와 백색 하의 청색 양말을 도입하였다: 적색과 청색은 파리를, 백색은 생제르맹-앙-레를 상징한다. 적색 셔츠는 이어지는 세 시즌 동안 더 사용되었다. 1973년, 패션 디자이너 다니엘 에쉬테르가 회장으로 취임하자 유래 없는 유니폼을 고안해냈는데, 이 유니폼은 1970년대 동안 사용되었으며, 수도 연고 클럽의 강력한 상징이 되었다. 소위 에쉬테르 유니폼이라 불리는 유니폼은 중앙에 백색 테두리를 두른 적색 세로 줄무늬가 새겨진 청색 유니폼이었다. 다니엘 에쉬테르는 에펠탑 문양으로부터 영감을 받아 1973-74 시즌에 첫선을 보인 유니폼을 디자인하였다. 에쉬테르는 원정 유니폼도 디자인하였다: 중심에 적색과 백색 테두리의 청색 띠를 두른 백색 유니폼이었다. 에쉬테르의 홈 유니폼은 그러나 1974-75 시즌에 원정 유니폼으로 사용되었다. 같은 시즌 홈 유니폼은 에쉬테르가 고안한 유니폼을 반대로 도색하였다. (백색 테두리의 청색 세로 줄무늬가 새겨진 적색 유니폼) 또한 청회색의 유니폼이 써드킷으로 사용되었다. 겨우 한 시즌 후, 에쉬테르 디자인의 유니폼이 1981년까지 홈 유니폼으로 복고하였다.
1980년대에는 적색과 청색의 세로 줄무늬가 중앙에 새겨진 백색 홈 유니폼이 1981-82 시즌부터 홈 유니폼으로 사용되었다. 이 유니폼은 1977년을 기점으로 원정 경기에 사용되었고, 1973-74 시즌의 에쉬테르 원정 유니폼을 재해석하였다. 이 유니폼은 9시즌간 홈 유니폼으로 사용되었다. 반면, 에쉬테르 홈 유니폼은 1988-89 시즌까지 파리지앵 (Les Parisiens)의 원정 유니폼으로 사용되었다. 그 이후에는, 파리 생제르맹의 색상과 이질적인 청색 유니폼이 사용되었는데, 이는 그 전 시즌까지 써드킷으로 활용되었다. 1982-83 시즌과 1986-87 시즌에 파리 생제르맹은 적색 유니폼을 써드킷으로 사용되었는데, 이는 1970년대 초반에 홈 유니폼으로 사용되었다.
1990년대에 유니폼은 용품업체 나이키에 의해 혁신적인 디자인이 사용되었다. 두 시즌간 청색 유니폼이 원정 유니폼으로 사용된 후, 나이키는 1990-91 시즌에 에쉬테르 홈 유니폼을 원정 유니폼으로 부활시켰다. 홈 유니폼으로 9시즌가 사용되었던 백색 유니폼은 적색과 청색 줄무늬가 에펠 탑을 상징하도록 변경되었다. 파리 생제르맹의 용품 제공업체인 나이키는 1992-93 시즌에 에쉬테르 유니폼을 한층 더 응용하여 백색 홈 유니폼과 청색 원정 유니폼을 디자인하였다. 나이키는 1993-94 시즌에도 디자인 실험을 계속하였는데, 홈 유니폼으로 남색의 줄무늬가 있는 적색 유니폼이, 원정 유니폼으로 백색 줄무늬가 새겨진 남색 유니폼이 사용되었다. 그러나, 서포터의 압력 하에, 에쉬테르 유니폼이 1994년에 다시 홈 유니폼으로 부활하였고, 2000년까지 큰 변화는 없었다. 원정 유니폼은 중앙에 청색 테두리의 적색의 세로줄이 새겨진 백색 유니폼 (1997-98 시즌에는 백색과 흑색 테두리) 이 사용되었다. 1999-2000 시즌까지 비슷한 디자인의 홈과 어웨이 유니폼이 출시되었는데, 이후 써드킷과 원정 유니폼 중앙에 굵은 백색의 세로줄이 새겨진 회색 유니폼으로 나오면서 또다시 변경되었다. 1996-97 시즌과 1997-98 시즌에 파리 생제르맹은 적색 유니폼을 써드킷으로 사용하였다.
2000년대에 들어 나이키는 PSG 유니폼의 전통적인 디자인의 틀을 깨뜨리려 했다. 역으로, 클럽은 더 다양한 디자인의 원정 유니폼을 가지게 되었다. 2000-01 시즌 유니폼에는 백색 테두리가 제거되었다. 원정 유니폼은 회색이 그대로 사용되었다. 팬의 소망과는 다르게, 나이키와 파리 생제르맹은 홈 유니폼의 디자인을 지속적으로 변경하였다: 이번에는 적색 줄무늬가 심장에 가깝도록 이동된 흑색에 가까운 바탕의 유니폼이 출시되었다. 원정 유니폼은 회색으로 뒤덮여 있었고, 흑색의 써드킷은 패한 올랭피크 드 마르세유 원정 경기에 딱 한번 사용되었다. 새 시즌에, 홈 유니폼에 백색 테두리가 다시 사용되었다. 원정 유니폼은 1980년대 스타일의 백색 유니폼으로 복고하였다. 홈 유니폼은 2005년까지 기존 디자인을 사수한 가운데, 원정 유니폼은 1974년부터 1976년까지의 에쉬테르 모델의 역버전으로 파리 생제르맹의 상징과 먼 (적색 소매의 베이지 유니폼) 유니폼이 사용되었다. 5시즌 간의 실험 끝에 2005-06 시즌에 에쉬테르 유니폼으로 복고하였다. 역버전의 원정 유니폼은 미국 야구팀을 연상시켰다: 가느다란 적색과 청색 줄무늬의 백색 유니폼. 그 다음 시즌, 적색 줄무늬는 또다시 가느다랗게 변하였고, 원정 유니폼으로는 초콜릿 갈색이 사용되었고, 야구팀을 연상시키는 유니폼은 써드킷으로 이동하였다. 두 PSG 유니폼은 2007-08 시즌으로 넘어오면서 1990년대 중반의 유니폼으로 회귀하였다. 한 시즌 후, 팬들의 항의에 의해, 에쉬테르 유니폼으로 복귀하였다. 원정 유니폼은 다시 회색으로 복고하였으나 적색 줄무늬가 추가되었다. 2009-10 시즌, 1993년 이래 파리 생제르맹의 가장 비전통적인 가느다란 적색 줄무늬의 청색 유니폼이 홈 유니폼으로 채택되었고, 청색과 적색 점이 찍힌 백색 유니폼이 원정 유니폼으로 사용되었다.
2010년대는 복고 스타일의 유니폼으로 회귀하였다. 40주년을 맞은 2010년 여름, 1970-71 시즌에 사용된 유니폼을 연상시키는 적색 유니폼이 공개되었다. 원정 유니폼은 에쉬테르 디자인을 채택하였다. 후자는 2011-12 시즌을 기점으로 홈 유니폼 지위를 회복하였고, 원정 유니폼은 흉부에 적색 줄무늬가 새겨진 백색 유니폼이 사용되었다.

## 유니폼 공급업체와 주 스폰서
파리 생제르맹의 유니폼은 처음 2년 간 스폰서가 새겨져 있지 않았다. 1972-73 시즌, 유니폼에 처음으로 스폰서가 새겨졌으며 이후 한 시즌 동안 캐나다 드라이가 주 스폰서였다. 1974-75 시즌을 기점으로 RTL가 주 스폰서가 되었고, RTL은 1991년까지 파리 생제르맹의 유니폼에 새겨졌다. 1986년부터는 카날+가 RTL과 같이 유니폼에 등장하였고, 1988-89 시즌을 기점으로 카날+는 라 생크가 대체하였다. 한 시즌 후, TDK가 라 생크를 대체하였다. 1990-91 시즌, 파리 생제르맹은 RTL과 같이 주 스폰서로 쓰일 새로운 스폰서로 알랭 아플르루를 채택하였다. 그러나, 그 다음 시즌에 알랭 아플르루와 함께 RTL이 17년 만에 유니폼에서 빠지고, 코모도어와 뮐러가 주 스폰서로 대체되었다. 1992-93 시즌 투르틀 맥주가 코모도어, 뮐러와 함께 사용되었다. 투르틀 SEAT와 함께 원정 유니폼에는 코모도어 대신에 자사에서 생산되는 개인 컴퓨터인 아미가로 대체하기도 했으나, 1993-94 시즌에는 코모도어 로고만 사용되었다. 1994-95 시즌, SEAT, 투르틀과 더불어 립톤이 코모도어를 대신하여 주 스폰서가 되었다. 이후 시즌에 파리 생제르맹은 홈 유니폼에 단 하나의 스폰서만 새겼다: 오펠은 7년 간 주 스폰서 지위를 유지하였다. 2000-01 시즌의 UEFA 챔피언스리그의 뮌헨과 밀라노에서 열린 경기에서 파리 생제르맹은 FC 바이에른 뮌헨과 AC 밀란이 동일한 오펠을 주 스폰서로 사용함에 따라, 오펠 자사 차량인 코르사 로고를 달았다. 톰슨이 오펠을 대체한 지 2년이 되는 2006-07 시즌, 이후 에미레이트 항공이 주 스폰서가 되었다. 에미레이트 항공은 2018-19 시즌까지 스폰서를 하다가, 2019-20 시즌부터는 아코르 그룹의 새로운 로열티 프로그램인 ALL(Accor Loyalty Limitless)와 새로운 스폰서십 계약을 체결했다.
파리 생제르맹의 초창기 유니폼은 유니폼 제작업체인 르꼬끄 스포르티브가 1975년까지 맡았고, 그 이후에는 아디다스와 코파가 유니폼을 제작하였으나, 1976-77 시즌에 르꼬끄로 복귀하였다. 르꼬끄, 아디다스, 코파에 이어, 1977-78 시즌에는 포니가 PSG유니폼 제작에 참여하였다. 코파는 같은 시즌에 수도 연고의 구단에 유니폼을 제공하였다. 이후, 또다시 르꼬끄가 1978년부터 유니폼 제작을 다시 맡아 1986년까지 8년동안 유니폼을 제공하였다. 1986-87 시즌, 아디다스는 또다시 3년 간 PSG 유니폼을 제작하였다. 그 이후로 나이키가 1989-90 시즌부터 유니폼을 제작하기 시작하였다. 나이키는 현재까지 파리 생제르맹의 유니폼 제작사로 남아있다. 나이키와 함께 조던이 챔피언스 리그에서만 사용하는 유니폼을 제작하고 있다.

## 경기장
캉 데 로그 안에 위치한 스타드 조르즈 르페브르는 1970년부터 1974년까지 파리 생제르맹의 홈구장이었다. 1970년 창단 이래 캉 데 로그는 파리 생제르맹의 훈련장 지위를 잃은 적이 없다. 1974년을 기점으로 PSG 유소년 아카데미의 홈 경기를 스타드 조르즈 르페브르에서 치룸에 따라 본부로도 사용되고 있다. 2008년, 캉 데 로그가 리모델링 되었다. 1973년 11월 10일, 파리 생제르맹은 레드 스타 파리를 상대로 파르크 데 프랭스의 첫 홈경기를 치뤘다.
1974년 7월, 파리 생제르맹은 파르크 데 프랭스의 단독 사용주가 되었다. 파리 생제르맹의 주주인 카날+는 1992년에 파르크 데 프랭스의 소유권을 지닌 SESE를 인수하였다. 파리 시는 1999년, 경기장 소유권을 15년 더 연장하였다. 2002년, 파리 생제르맹은 파르크 데 프랭스의 소유권을 완전히 인수하였고, 수도 연고의 클럽은 본부를 경기장 인근의 건물로 이동하였다. 파리 생제르맹의 최고 홈 평균 관중 수는 1999-2000 시즌에 기록한 경기 당 43,185명이었다. 파리 생제르맹의 홈 관중 최다 기록은 1983년, K. 바터샤이 SV 토르 헹크와의 1982-83 시즌 컵위너스컵 8강에서 기록한 49,407명이었다.

## 서포터
파리 생제르맹은 올랭피크 드 마르세유에 이어 프랑스에서 두 번째로 많은 팬을 보유한 축구 클럽이다. 파리 생제르맹은 세계에서 가장 많은 서포터를 거느린 프랑스 클럽들 중 하나이다. 니콜라 사르코지 프랑스 전 대통령은 가장 잘 알려진 클럽의 서포터 들 중 하나다. 이 수도 연고의 클럽은 백인 극우 국수주의자들과 일 드 프랑스의 다민족의 지지를 동시에 받는 것으로 알려져 있다. 1970년대에 파리 생제르맹은 파르크 데 프랭스 인근의 열성팬을 확보하는데 고전하였고, 그에 따라 불로뉴 거주민들과 젊은이들에게 할인된 가격에 표를 구할 수 있도록 하였다. 이 제의는 소위 대박을 내었고, 리버풀 FC의 악명높은 안필드 스피온 콥 스탠드의 영향을 받은 신규 팬들은 불로뉴 콥 (Kop of Boulogne KoB)이라는 스탠드를 명명하였고, 그 결과 캐주얼 훌리건의 등장이라는 결과를 낳았다. 수상쩍은 잉글랜드 방식은 프랑스의 가장 악명 높은 팬들인 코비스트 (kobistes) 에 영향을 끼쳤다. 이 팬들이 모인 스탠드는 프랑스 축구에서 가장 악명 높은 스탠드가 되었다. 프랑스 훌리건의 본거지인 KoB는 1980년대에 스킨헤드가 스탠드 일부를 점거하여 극우의 이름으로 폭력, 인종차별, 파시즘의 대명사가 되었다. KoB로부터 일부가 떨어져 나와 잉글랜드의 영향을 받은 로고 (삼색기가 투사된 프랑스 지도 위에 불독의 머리) 아래에 뭉쳤다. 불로뉴 보이즈 (Boulogne Boys)로 알려진 이 단체는 1985년에 창설되었다. KoB는 파리 생제르맹 서포터들 중에서 가장 충실한 팬임과 동시에 극우주의자들이었다. 그에 따라, 파르크 데 프랭스는 프랑스에서 가장 적대적인 분위기를 내는 경기장이 되었다.

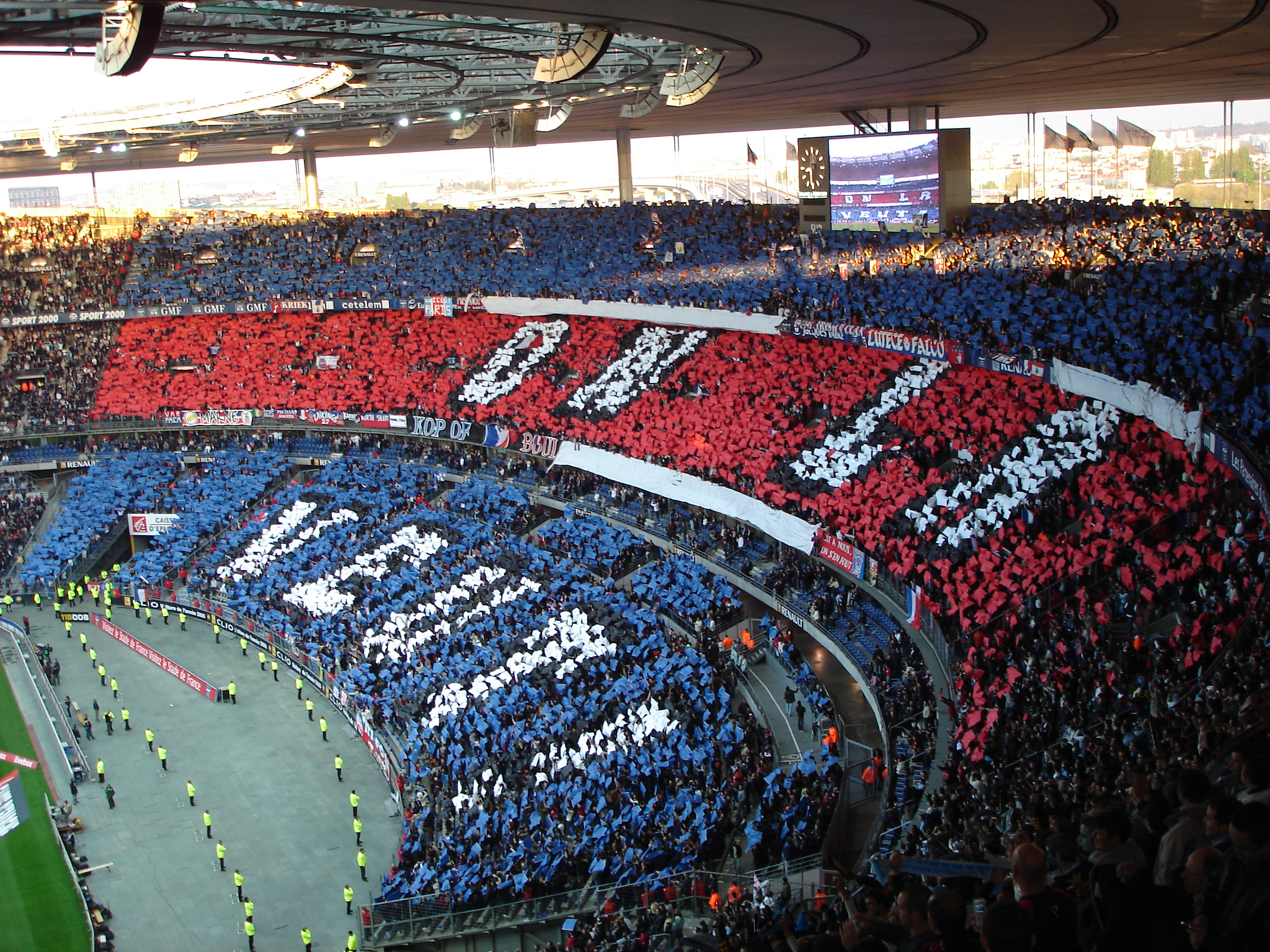
2006년 쿠프 드 프랑스 결승전을 앞둔 파리 생제르맹의 팬들.

1986년 PSG가 리그 1 우승을 거둠에도 불구하고, 1991년에 역대 최저 평균 관중이라는 불명예를 안았다. 언론은 경기장의 폭력을 주범으로 지적하였고, PSG 보드진들은 KoB의 난동에 질려 경기장 반대편 스탠드로 이동할 팬들을 지원하였다. KoB의 인종 차별적 행각에 고민하던 파리 생제르맹은 반대쪽 스탠드에 KoB와 반대되는 성향의 오퇼 (Auteuil)이라는 스탠드를 만들어내어, KoB의 말썽을 완충 시키려 하였다. 수프라 오퇼 (Supras Auteuil) 과 티그래 미스태 (Tigris Mystic) 은 오퇼의 주요 단체이며 1990년대 초반에 등장하였다. 그러나, 오퇼이 백인 중심의 KoB로부터 환영받지 못하는 다민족적인 파리 생제르맹 서포터들로 또 다른 문제를 야기하였다. KoB를 해체 시키려는 시도에도 불구하고 폭력은 더욱 고조되었다. 오퇼이나는 경쟁 스탠드의 등장은 PSG 원정 경기마다 KoB 일원의 수가 증가하면서 사태가 빈번해졌다. 잉글랜드의 영향을 받은 KoB와는 대조 되게 오퇼의 팬들은 이탈리아 울트라 형식을 띈다. 파르크 데 프랭스의 평균 관중 수는 증가하였으나, 폭력 사태는 계속되었고 부상 체포는 원수지간 마르세유와의 르 클라시크에서 더욱 두두러졌다. 더 나아가 가장 악명 높은 리그 1의 단체들 중 하나인 불로뉴 보이즈는 1990년대와 2000년대 사이에 유럽 타지 클럽 팬들과 패싸움을 벌였다.
파리 생제르맹 서포터가 십자포화를 맞아 죽은 경우도 있었다. 2006년 하포엘 텔아비브 FC와의 UEFA컵 홈경기 이후, KoB의 일원인 쥘리앙 퀘므네는 하포엘 서포터를 공격하려다 하포엘 서포터를 보호하려는 경관의 총알을 맞고 사망하였다. KoB는 2008년 쿠프 드 라 리그 결승전에서 RC 랑스 팬들을 근친상간, 백수, 소아성애자라고 모욕하는 깃발을 펼치기도 하였다. 이 일화로 인해 프랑스에서 가장 오래된 훌리건 단체인 불로뉴 보이즈가 해산되었다. 그러나 파리 생제르맹 서포터들은 상대팀 서포터와 싸우기보다 서로 싸우는데 더 많은 시간을 허비하였다. KoB는 가장 먼저 티그래 미스태를 표적으로 삼았고, 이 단체는 여러 차례의 공격에 의해 2006년에 해산되었다. 2009년 수프라 오퇼에서 훈련 중이던 코비스트에 응징을 가하자 폭력 사태가 다시 고조되었다. 2010년 마르세유와의 리그 경기를 앞두고, 수프라 일원은 KoB의 일원인 얀 로랑스를 살해하였다. 이 사태는 수프라 오퇼의 해산으로 이어졌다. 파리 생제르맹은 2년 사이에 서포터 단체를 둘이나 잃었다. 더 나아가, 수도 연고의 클럽은 "투 PSG" (Tous PSG)이라는 반폭력 운동을 시행하여 경기장의 서포터 단체를 모두 해산하도록 지시하였다. 파리 생제르맹은 이듬해 다시 서포터 단체의 창설을 허락하였다. 훌리쿨 (Hoolicool), 티티-포시 (Titi-Fosi), 그리고 바이킹 27 (Vikings 27) 등의 소규모 단체가 재창설되었으나, 대부분의 폭력적인 울트라 서포터 단체는 재창설되지 않았다.

## 라이벌

### 르 클라시크
데르비 드 프랑스 (Derby de France) 로도 알려진 르 클라시크는 프랑스 리그 1 클럽들인 파리 생제르맹과 올랭피크 드 마르세유간의 축구 경기이다. 다른 더비와 대조 되게, 르 클라시크는 근접성에 의해 나온 더비가 아니라 프랑스의 가장 큰 두 도시 간의 더비이다. 프랑스 사회의 중심인 파리와 항구의 노동자 중심인 마르세유간의 대결 구도를 띈다. 북쪽과 남쪽의 호대결 혹은 남부 지방의 거점과 정치적 중심인 수도 간의 대결이라는 정치적 특성이 이 더비에 가미된다.
이 두 클럽은 유럽 대항전에서 우승을 거둔 유이한 프랑스 클럽들이며, 올랭피크 리옹이 2000년대 초반에 새로 부상하기 전까지 국내에서 가장 강력한 세력이었다. 근래의 고전에도 불구하고 PSG와 롬므, 그리고 AS 생테티엔만이 프랑스에서 확고한 팬베이스를 가진 클럽이며, 이들 간의 경기는 국내에서 가장 큰 경기로 비추어진다. 이 두 클럽은 프랑스 내에서 가장 인기 있는 클럽들이며, 해외에서도 가장 많은 팬들을 거느린 프랑스 클럽이기도 하다. 두 팀 모두 관중 수에서 매년 최고를 다툰다.
OM과 파리 생제르맹 서포터들 간에는 팽팽한 관계를 가지는데, 마르세유와 파리지앵의 다양한 서포터 단체가 서로를 증오하며 싸웠었다. 팬들 간의 충돌을 막기 위해 대규모 안전 대책을 세우나, 폭력 사태가 현재에도 두 팀 사이에서 나타난다. 두 팀간의 적대 관계에도 불구하고, 다수의 선수들이 두 클럽의 셔츠를 모두 입어보았고, 이로 인해 서포터들에게 괴롭힘을 당하였다.

## 소유권과 재정

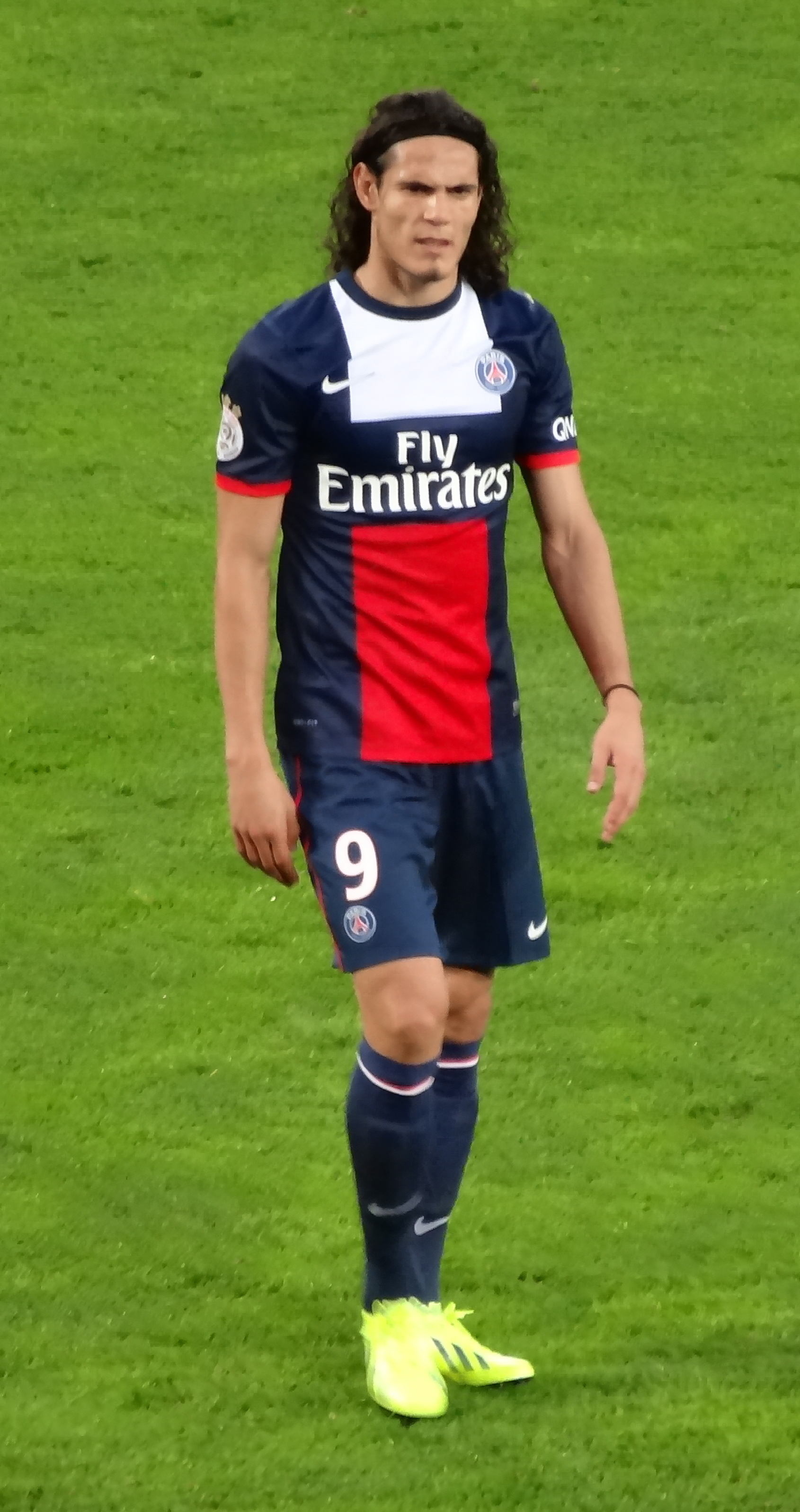
2013년 7월 에딘손 카바니가 나폴리에서 파리 생제르맹으로 €64M의 이적료에 합류하였다. 이는 프랑스 역사상 최고 이적료임과 동시에, 역대 5번째로 가장 비싼 이적료이다.

파리 생제르맹은 1970년에 인근의 부유한 사업가 기 크레상 (Guy Crescent), 피에르-에티앙 기요 (Pierre-Étienne Guyot), 그리고 앙리 파트렐 (Henri Patrelle)의 도움으로 창립되었다. 그러나, 시작부터, 파리 생제르맹은 경제적인 문제를 수반하였다. 물론 첫 시즌인 1970-71 시즌에 1.5M 프랑의 이윤을 남겼지만, 상황이 역전되어 클럽의 빚은 매년마다 늘어났다. 앙리 파트렐 파리 생제르맹 회장은 재정적 지원을 물색하였고, 1973년 투자자 다니엘 에쉬테르를 불러들였고, 클럽은 프로 라이선스를 유지하였다. 에쉬테르는 파리 생제르맹을 재정 위기에서 구제하기 위해 투자를 하였다: 10,000 프랑을 파르크 데 프랭스 영구 사용을 위해 사용하였다. 유명한 프랑스 가수이자 파리 생제르맹의 팬이 앙리 살바도르 또한 클럽을 지원하였다. 이후 에쉬테르는 1978년에 파르크 데 프랭스의 중복 티케팅 사태로 프랑스 축구 협회에 의해 축구계에서 영구 제명되었다. 프랑새 보렐리 (Francis Borelli)는 에쉬테르를 대신하였고, 파리 생제르맹은 파리 FC와 라싱 레바유아 92가 우승 트로피를 먼저 가져감에도 불구하고 파리의 맹주가 되었다. 이에도 불구하고, 그의 구식 경영 방식은 클럽이 1980년대에 축구 산업의 급격한 변화에 대해 제대로 대처하지 못하였고, 1990년대 초에 들어서 파리 생제르맹은 50M 프랑의 큰 적자로 위기에 빠졌다. 사상 처음으로 파리 시장을 비롯한 파리 시의회는 클럽이 처음부터 새로 시작하기를 거절하였다.
프랑스 텔레비전 채널 카날+은 1991년에 파리 생제르맹을 인수하여 적자에 허덕이는 클럽을 구제하였다. 파리 생제르맹은 텔레비전 중계를 통해 40%의 대규모 매출을 올렸고, 프랑스에서 가장 부유한 클럽들 중 하나가 되었다. 이 수입을 통하여 파리 생제르맹은 재능있는 프랑스와 해외 선수들을 영입할 수 있게 되었고, 황금기로 돌입하였으며, 9개의 트로피를 획득하였다. 1997년 카날+는 클럽의 대주주가 되었고, 2005년에는 유일 주주가 되었다. 카날+는 1990년대에 미셸 드니소를 클럽 회장으로 임명하였다. 1991년에서 1998년까지, 파리 생제르맹은 건전한 재정 상태를 유지하였고, 클럽의 매출은 중계권료 상승과 파르크 데 프랭스의 관중 수 증가, 그리고 유럽대항전의 우수한 성적에 따라 시즌 €50M의 흑자를 달성하였다. 1998년, 미셸 데니소가 떠난 후, 클럽의 적자가 다시 쌓이기 시작하였고, 2002년에는 €96M으로 불어났다. 2004년, 자본재편에 의해 빚이 €8M 수준까지 떨어졌다. 그러나, 파리 생제르맹의 실매출은 여전히 적자상태였다. 2004년과 2006년 사이, 파리 생제르맹만이 프랑스 클럽들 중 큰 부채를 지니고 있었고, 이 빚이 €30M에 육박하고 있었다. 반면 클럽의 매출은 €69M에서 €80M으로 증가하였다.
2006년 카날+는 파리 생제르맹을 투자회사인 콜로니 캐피털, 버틀러 캐피털 파트너스, 그리고 모건 스탠리에 €41M의 가격으로 매각하였다. 클럽의 부채는 카날+에 의해 말끔히 해결되었다. 새 주주에 의해, 파리 생제르맹의 매출은 €100M을 달성하였고 지출은 서서히 줄어 2009년에는 €5M 수준까지 하락하였다. 2008년, 콜로니 캐피털은 버틀러 캐피털 파트너의 지분 대부분을 인수하였고, 버틀러 캐피털 파트너스의 파리 생제르맹 지분은 5%가 남았다. 2009년, 콜로니 캐피털은 모건 스탠리의 모든 지분을 흡수하여 클럽의 95% 지분을 소유하게 되었다. 콜로니 캐피털은 2010년에 파리 생제르맹을 타이틀 경쟁자로 만들기 위한 새로운 투자자를 물색한다고 발표하였다.
이듬해인 2011년 5월 31일 카타르 스포츠 인베스트먼츠(당시는 카타르 투자청 인수로 대부분 보도됨)가 지분 70%를 인수하면서 대주주가 되었다는 뉴스에 관한 공식 기자회견이 열렸고 콜로니 캐피털 (29%) 과 버틀러 캐피털 파트너스 (1%)는 소주주로 남았다. 카타르 스포츠 인베스트먼츠 (QSi)는 2010-11 시즌에 €50M의 협상에 클럽을 인수하였고, 이는 €15-20M의 적자와 €19M의 손실로 책정되었다. 그 결과, 파리 생제르맹은 프랑스 최고의 부자 구단이자 세계에서 손꼽히는 부자 구단이 되었다. 카타르 스포츠 인베스트먼츠 (QSi)는 2012년 3월에 나머지 30%의 지분을 콜로니 캐피털과 버틀러 캐피털 파트너스로부터 인수하여 단독 주주가 되었다. 카타르 스포츠 인베스트먼츠 (QSi)의 인수로 파리 생제르맹의 클럽 가치는 €100M이 되었다. 파리 생제르맹은 이후 €147M의 이적료를 소비하면서 2012-13 시즌 이적시장의 큰 손이 되었다. 카타르 스포츠 인베스트먼츠 (QSi)의 인수 이래 파리 생제르맹은 2011년부터 2014년까지 총 €364M의 이적료를 사용하는 기록을 냈다.

## 선수단

### 현재 선수 명단
2025년 6월 10일 기준
참고: FIFA 자격 규정에 따라 소속된 국가대표팀 국기를 표시합니다. 선수는 복수의 FIFA 비회원국 국적을 가지고 있을 수 있습니다.
| 번호 | 포지션 | 국적     | 이름                       |
| ---- | ------ | -------- | -------------------------- |
| 1    | GK     |          | 잔루이지 돈나룸마 (부주장) |
| 2    | DF     | 모로코   | 아슈라프 하키미 (부주장)   |
| 3    | DF     |          | 프레스넬 킴펨베 (부주장)   |
| 5    | DF     |          | 마르키뉴스 (주장)          |
| 7    | FW     | 조지아   | 흐비차 크바라츠헬리아      |
| 8    | MF     |          | 파비안 루이스              |
| 9    | FW     | 포르투갈 | 곤살루 하무스              |
| 10   | FW     |          | 우스만 뎀벨레              |
| 14   | FW     |          | 데지레 두에                |
| 17   | MF     | 포르투갈 | 비티냐                     |
| 19   | MF     |          | 이강인                     |
| 21   | DF     |          | 루카스 에르난데스          |
| 24   | MF     |          | 세니 마율루                |
| 25   | DF     | 포르투갈 | 누누 멘드스                |
| 29   | FW     |          | 브래들리 바르콜라          |
| 33   | MF     |          | 워렌 자이르에메리          |
| 35   | DF     |          | 루카스 베라우두            |
| 39   | GK     |          | 마트베이 사포노프          |
| 42   | DF     |          | 요람 자그                  |

| 번호 | 포지션 | 국적     | 이름             |
| ---- | ------ | -------- | ---------------- |
| 45   | DF     | 모로코   | 나우펠 엘 하나크 |
| 49   | FW     |          | 이브라힘 음바예  |
| 51   | DF     | 에콰도르 | 윌리안 파초      |
| 80   | GK     |          | 아르나우 테나스  |
| 87   | MF     | 포르투갈 | 주앙 네베스      |

### 임대 선수 명단
참고: FIFA 자격 규정에 따라 소속된 국가대표팀 국기를 표시합니다. 선수는 복수의 FIFA 비회원국 국적을 가지고 있을 수 있습니다.
| 번호 | 포지션 | 국적 | 이름                                       |
| ---- | ------ | ---- | ------------------------------------------ |
| —    | GK     |      | 루카스 라발레 (오바뉴로 임대)              |
| —    | DF     |      | 후안 베르나트 (비야레알로 임대)            |
| —    | DF     |      | 노르디 무키엘레 (바이어 레버쿠젠으로 임대) |
| —    | MF     |      | 가브리에우 모스카르두 (랭스로 임대)        |
| —    | MF     |      | 셰르 은두르 (베식타시로 임대)              |

| 번호 | 포지션 | 국적     | 이름                                         |
| ---- | ------ | -------- | -------------------------------------------- |
| —    | MF     | 포르투갈 | 헤나투 산시스 (벤피카로 임대)                |
| —    | MF     |          | 사비 시몬스 (RB 라이프치히로 임대)           |
| —    | MF     |          | 카를로스 솔레르 (웨스트햄 유나이티드로 임대) |
| —    | FW     | 모로코   | 일리에스 후스니 (르아브르로 임대)            |

## 역대 감독
| 감독                              | 임기        |
| --------------------------------- | ----------- |
| 토미슬라브 이비치                 | 1988 ~ 1990 |
| 앙리 미셸                         | 1990 ~ 1991 |
| 아르투르 조르즈                   | 1991 ~ 1994 |
| 히카르두 고메스                   | 1996 ~ 1998 |
| 바히드 할릴호지치                 | 2003 ~ 2005 |
| 로랑 블랑                         | 2013 ~ 2016 |
| 루이스 엔리케 마르티네스 가르시아 | 2023 ~      |

## 우승 기록

### 국내 대회
- 리그 1 우승 : 12회
  - 1985-86, 1993-94, 2012-13, 2013-14, 2014-15, 2015-16, 2017-18, 2018-19, 2019-20, 2021-22, 2022-23, 2023-24
- 리그 1 준우승 : 7회
  - 1988-89, 1992-93, 1996-97, 1999-00, 2003-04, 2011-12, 2016-17
- 리그 2: 1회
  - 1970-71
- 쿠프 드 프랑스: 15회
  - 1981-82, 1982-83, 1992-93, 1994-95, 1997-98, 2003-04, 2005-06, 2009-10, 2014-15, 2015-16, 2016-17, 2017-18, 2019-20, 2020-21, 2023-24, 2024-25
- 쿠프 드 라 리그: 9회
  - 1994-95, 1997-98, 2007-08, 2013-14, 2014-15, 2015-16, 2016-17, 2017-18, 2019-20
- 트로페 데 샹피옹: 13회
  - 1995, 1998, 2013, 2014, 2015, 2016, 2017, 2018, 2019, 2020, 2022, 2023, 2024

### 국제대회
- UEFA 챔피언스리그 준우승:1회
  - 2019-20
- UEFA 컵위너스컵: 1회
  - 1995-96
- UEFA 인터토토컵: 1회
  - 2001

### 친선 대회
- 인터내셔널 챔피언스컵: 1회
  - 2015

## 클럽 행정 부서

### 코칭스태프
| 이름                                                             | 지위        |
| ---------------------------------------------------------------- | ----------- |
| 루이스 엔리케                                                    | 감독        |
| 장-루이 가세 클로드 마켈렐레 안젤로 카스텔라치                   | 수석 코치   |
| 니콜라 드옹                                                      | 골키퍼 코치 |
| 필리프 람베르 드니 르페브 시몽 콜리네                            | 피지컬 코치 |
| 에리크 롤랑                                                      | 수석 의료진 |
| 브루노 르 나튀르 제롬 안드랄 다리오 포르 가옐 파스퀘르 시릴 프로 | 물리치료사  |
| 조프리 마르탱                                                    | 접골사      |

출처:LFP.fr

### 클럽 보드진
| 이름                  | 지위                    |
| --------------------- | ----------------------- |
| 나세르 알켈라이피     | 회장                    |
| 장-클로드 블랑        | 제너럴 매니저           |
| 루이스 캄포스         | 스포르팅 디렉터         |
| 올리비에 레탕         | 보조 스포르팅 디렉터    |
| 필리프 부앙드뢰       | 행정 및 재정부          |
| 프레데리크 롱괴페     | 상업부                  |
| 브누아 루소           | 파리 생제르맹 협회 회장 |
| 니콜라 아릉트         | 매표부                  |
| 장-필리프 달래밸레    | 안전부                  |
| 미셸 밍란             | 홍보구                  |
| 기욤 르 로이          | 국제 관계부             |
| 카티아 크르제코비아크 | 대중 관계부             |
| 얀 괴랭               | 언론부                  |
| 베르트랑 뢰조         | 유스 아카데미 디렉터    |

출처:LFP.fr

## 같이 보기
스포츠
- 파리 생제르맹 유소년 아카데미
- 파리 생제르맹 페미닌 (여자 축구단)
- 파리 생제르맹 핸드볼

기타
- 투르누아 드 파리

## 참고 문헌
- Riolo, Daniel (2006). 《L'Histoire du Paris Saint-Germain》. Hugo Sport. ISBN 2-7556-0115-9.
- Albert, Rodolphe (2006). 《Les secrets du PSG》. Éditions Privé. ISBN 2-35076-028-6.
- Bouchard, Jean-Philippe (2000). 《Le roman noir du PSG, de Canal+ à Canal-》. Calman-Lévy. ISBN 2-7021-3107-7.
- Berthou, Thierry (1998). 《Histoire du Paris Saint-Germain Football-Club (1904–1998)》. Pages de Foot. ISBN 2-913146-00-7.
- Basse, Pierre-Louis (1995). 《PSG, histoires secrètes (1991–1995)》. Solar. ISBN 2-263-02317-8.
- Dautrepuis, Anne; Gilles Verdez (1998). 《PSG, nouvelles histoires secrètes (1995–1998)》. Solar. ISBN 2-263-02653-3.
- Grimault, Dominique; Luis Fernández (1995). 《Le Parc de mes passions》. Albin Michel. ISBN 2-226-07790-1.
- Balédant, Fabrice; Alain Leiblanc (1986). 《Paris S.G. champion !》. RTL Éditions. ISBN 2-87951-157-7.
- Hechter, Daniel (1979). 《Le football business》. Ramsay. ISBN 2-85956-118-8.
- Chevit, Frédéric; Olivier Rey (1977). 《Le roman vrai du Paris SG》. Fayard. ISBN 2-213-00520-6.
- Ranc, David (2012). 《Foreign Players and Football Supporters: The Old Firm, Arsenal, Paris Saint- Germain》. Manchester University Press. ISBN 978-0-7190-8612-0.
- Pérès, Jean-François; Daniel Riolo; David Aiello (2003). 《OM-PSG, PSG-OM. Les meilleurs ennemis, enquête sur une rivalité》. Mango Sport. ISBN 2-84270-434-7.